# Харасымович, Ежи
Ежи Харасымович (пол. Jerzy Harasymowicz, 24 июля 1933, Пулавы – 21 августа 1999, Краков) – польский поэт.

## Биография
Рос в Стрые, Львове, Жешуве, Лиманове, впоследствии поселился и прожил жизнь в Кракове. Дебютировал в 1955 вместе с М.Бялошевским и З.Хербертом. Выпустил первую книгу в 1956. Принадлежал к поколению 56.
По завещанию поэта его прах был развеян над Восточными Бескидами.

## Творчество
Поэзия Харасымовича опирается на образы народного христианства, славянские верования и легенды: поэт глубоко интересовался культурой лемков, не раз писал о Бескидах.

## Произведения
- Cuda (1956)
- Powrót do kraju łagodności (1957)
- Wieża melancholii (1958)
- Przejęcie kopii (1958)
- Genealogia instrumentów (1959)
- Mit o świętym Jerzym (1959)
- Ma się pod jesień (1962)
- Podsumowanie zieleni (1964)
- Budowanie lasu (1965)
- Pastorałki polskie (1966, 1980)
- Zielony majerz (1969)
- Madonny polskie (1969, 1973, 1977)
- Znaki nad domem (1971)
- Bar na Stawach (1972, 1974)
- Zielnik. Pascha Chrysta (1972)
- Polska weranda (1973)
- Małopolska (1973,опубл. 1975)
- Córka rzeźnika (1974)
- Żaglowiec i inne wiersze (1974)
- Barokowe czasy (1975)
- Banderia Prutenorum ... (1976)
- Polowanie z sokołem (1977)
- Cudnów (1979)
- Wiersze miłosne (1979, 1982, 1986)
- Z nogami na stole (1981)
- Wesele rusałek (1982)
- Wiersze na igrzyska (1982)
- Wiersze sarmackie (1983)
- Dronsky (1983)
- Złockie niebo cerkiewne (1983)
- Klękajcie narody (1984)
- Na cały regulator (1985)
- Lichtarz ruski (1987)
- Ubrana tylko w trawy połonin (1988)
- Za co jutro kupimy chleb (1991)
- Kozackie buńczuki (1991)
- W botanicznym. Wiersze zen (1992)
- Czeremszanik (1993)
- Zimownik (1994)
- Worożycha (1994)
- Samotny jastrząb (1995)
- Klasztor na księżycu (1996)
- Srebrne wesele (1997)

## Признание
Лауреат премии им. Станислава Пентака (1967), Фонда Косцельских (1972), Министерства культуры (1975).
На его стихи писал музыку Кшиштоф Пендерецкий, одно из его стихотворений положено на музыку С.Барбером (см.: .

## Харасымович в России
На русский стихи Харасымовича переводили Наталья Астафьева, Анатолий Гелескул, Зыгмунт Левицкий и др.

## Публикации на русском языке
- Поэты Народной Польши. В.Слободник, А.Свирщиньская, Э.Мажец, А.Каменьская,Т.Новак, Е.Харасымович. Переводы и вступление Н.Астафьевой / альм. Поэзия 1974 вып. 13 сс.236-248
- Из польской поэзии. Тадеуш Новак, Ежи Харасымович. Вступление и перевод Натальи Астафьевой /Иностранная литература 1977 № 4. сс.3-14
- Стихи//Из современной польской поэзии. М.: Прогресс, 1979, с.91-160. Переводы Натальи Астафьевой, Анатолия Гелескула, Зигмунта Левицкого и др.
- Стихи // Н.Астафьева, В.Британишский. Польские поэты XX века. Антология. Том второй. СПб: Алетейя 2000, сс.228-248. Переводы Н.Астафьевой